# تياغو مويسيس
تياغو هنريكي مويسيس (بالبرتغالية: Thiago Henrique Moisés؛ مواليد 23 مارس 1995) هو مُقاتل فنون قتالية مختلطة. يُنافس حاليًا في فئة الوزن الخفيف في يو إف سي. لقد كان أحد المنافسين المحترفين في الفنون القتالية المختلطة منذ عام 2012. اعتبارًا من 26 مايو 2021، هو رقم 14 في تصنيفات يو أف سي للوزن الخفيف.

## الخلفية
بدأ تياغو، وهو نجل مقاتل فنون قتالية مختلطة، بالتدرب على الجيو جيتسو برازيلية في سن الثامنة.

## حياته الشخصية
مويسيس متزوج.

## سجل فنون القتال المختلطة
| السجل المهني |        |         |
| 20 نزال      | 15 فوز | 5 خسارة |
| ضربة قاضية   | 3      | 0       |
| إخضاع        | 6      | 1       |
| قرار القضاة  | 6      | 4       |

| النتيجة | السجل | الخصم                        | الطريقة                          | الحدث                                               | التاريخ        | الجولة | الوقت | المكان                                       | الملاحظات                                                |
| ------- | ----- | ---------------------------- | -------------------------------- | --------------------------------------------------- | -------------- | ------ | ----- | -------------------------------------------- | -------------------------------------------------------- |
| خسر     | 15–5  | إسلام ماخاشيف                | إخضاع (خنق خلفي عاري)            | يو أف سي على إي إس بي إن: ماخاشيف ضد مويسيس         | 17 يوليو 2021  | 4      | 2:38  | لاس فيغاس، نيفادا، الولايات المتحدة          |                                                          |
| فاز     | 15–4  | ألكسندر هيرنانديز            | قرار الحكام (بالإجماع)           | يو أف سي ليلة القتال: روزينسترويك ضد جين            | 27 فبراير 2021 | 3      | 5:00  | لاس فيغاس، نيفادا، الولايات المتحدة          |                                                          |
| فاز     | 14–4  | بوبي غرين                    | قرار الحكام (بالإجماع)           | يو أف سي ليلة القتال: هول ضد سيلفا                  | 31 أكتوبر 2020 | 3      | 5:00  | لاس فيغاس، نيفادا، الولايات المتحدة          |                                                          |
| فاز     | 13–4  | ميخائيل جونسون               | إخضاع (قفل أخيل)                 | يو أف سي ليلة القتال: سميث ضد تيكسيرا               | 13 مايو 2020   | 2      | 0:25  | جاكسونفيل، فلوريدا، الولايات المتحدة         |                                                          |
| خسر     | 12–4  | دامير اسماغولوف              | قرار الحكام (بالإجماع)           | يو أف سي ليلة القتال: أندرادي ضد تشانغ              | 31 أغسطس 2019  | 3      | 5:00  | شنجن, الصين                                  |                                                          |
| فاز     | 12–3  | كورت هولوبو                  | قرار الحكام (بالإجماع)           | يو أف سي 237                                        | 10 مايو 2019   | 3      | 5:00  | ريو دي جانيرو, البرازيل                      |                                                          |
| خسر     | 11–3  | بنيل داريوش                  | قرار الحكام (بالإجماع)           | يو أف سي ليلة القتال: الزومبي الكوري مقابل رودريغيز | 10 نوفمبر 2018 | 3      | 5:00  | دنفر، كولورادو، الولايات المتحدة             |                                                          |
| فاز     | 11–2  | جليدسون كوتيس                | الضربة القاضية (ركلة رأس)        | سلسلة منافسة دانا وايت البرازيل 3                   | 11 أغسطس 2018  | 1      | 4:21  | لاس فيغاس، نيفادا، الولايات المتحدة          | وزن غير مُقّيد (160 رطل)؛ اخفق كوتيس بوزنه.                |
| فاز     | 10–2  | جيف بيترسون                  | إخضاع (خنق المقصلة)              | أل أف أيه 41                                        | 1 يونيو 2018   | 2      | 4:31  | بريور ليك، مينيسوتا، الولايات المتحدة        |                                                          |
| خسر     | 9–2   | روبرت واتلي                  | قرار الحكام (بالإجماع)           | أل أف أيه 17                                        | 21 يوليو 2017  | 5      | 5:00  | شارلوت، كارولاينا الشمالية، الولايات المتحدة | لبطولة أل أف أيه للوزن الخفيف الشاغرة.                   |
| فاز     | 9–1   | زاك فريمان                   | قرار الحكام (بالإجماع)           | أر أف أيه 44                                        | 30 سبتمبر 2016 | 5      | 5:00  | سانت تشارلز، ميسوري، الولايات المتحدة        | دافع عن بطولة أر أف أيه للوزن الخفيف الشاغرة.            |
| فاز     | 8–1   | جمال اميرز                   | الضربة القاضية الفنية (باللكمات) | أر أف أيه 38                                        | 3 يونيو 2016   | 5      | 2:52  | كوستا ميسا، كاليفورنيا، الولايات المتحدة     | دافع عن بطولة أر أف أيه للوزن الخفيف الشاغرة.            |
| فاز     | 7–1   | ديفيد كاستيلو                | إخضاع (بالذراع)                  | أر أف أيه 35                                        | 19 فبراير 2016 | 2      | 3:19  | أوريم، يوتا، الولايات المتحدة                | فاز ببطولة أر أف أيه للوزن الخفيف الشاغرة.               |
| فاز     | 6–1   | جافون رايت                   | إخضاع (خنق عاري خلفي)            | أر أف أيه 28                                        | 7 أغسطس 2015   | 2      | 2:10  | سانت لويس، ميزوري، الولايات المتحدة          |                                                          |
| خسر     | 5–1   | جايسون ونايت                 | قرار الحكام (بالإجماع)           | معارك أطلس: كيج ريج 25                              | 30 مايو 2015   | 3      | 5:00  | بيلوكسي، ميسيسيبي، الولايات المتحدة          | أول ظهور في وزن الريشة. لوزن الريشة في بطولة أطلس معارك. |
| فاز     | 5–0   | فرانسيفالدو ترينالدو         | إخضاع (مثلث الذراع)              | فايتن داكجون أم أم أيه                              | 11 مايو 2014   | 3      | 1:58  | لوندرينا، البرازيل                           |                                                          |
| فاز     | 4–0   | ليوناردو دي أوليفيرا جواريزو | قرار الحكام (بالإجماع)           | تالينت أم أم أيه سيركت 2                            | 20 يوليو 2013  | 3      | 5:00  | إنداياتوبا، البرازيل                         |                                                          |
| فاز     | 3–0   | خوسيه كونسيساو               | قرار الحكام (بالإجماع)           | ريال فايت 9                                         | 28 Jul 2013    | 3      | 5:00  | ساو جوزيه دوس كامبوس، البرازيل               | نزال في الوزن الخفيف.                                    |
| فاز     | 2–0   | دينيس بينتس                  | الضربة القاضية (ركلة رأس)        | إيكو كومبات 2                                       | 22 سبتمبر 2012 | 1      | 0:23  | إنداياتوبا، البرازيل                         |                                                          |
| فاز     | 1–0   | أيام ويلينجتون               | إخضاع (بالذراع)                  | سي تي فايت                                          | 19 مايو 2012   | 1      | 2:50  | إنداياتوبا، البرازيل                         |                                                          |

المصدر:

## وصلات خارجية
لم يتم العثور على روابط لمواقع التواصل الاجتماعي.

- تياغو مويسيس على موقع يو إف سي (الإنجليزية)
- تياغو مويسيس على موقع شيردوغ (الإنجليزية)
- تياغو مويسيس على موقع Tapology.com (الإنجليزية)
- تياغو مويسيس على موقع فايت ماتريكس (الإنجليزية)